# كرايغ شامبرلين
كرايغ شامبرلين (بالإنجليزية: Craig Chamberlain)‏ هو لاعب كرة قاعدة أمريكي، ولد في 2 فبراير 1957 في هوليوود في الولايات المتحدة.

## وصلات خارجية
- كرايغ شامبرلين على موقعبيزبول رفرنس.كوم (الدوري الرئيسي) (الإنجليزية)